# Rektascenzija
Rektascenzija (označena z Ra ali α) je lok nebesnega ekvatorja merjen od točke pomladišča do časovne krožnice nebesnega telesa, merjen v smeri nasprotni urinemu kazalcu. Točka pomladišča je točka na ekliptiki, kjer se deklinacija Sonca spremeni iz negativne (južne) v pozitivno (severno).
Rektascenzija je ena od koordinat točke na nebesni sferi pri uporabi ekvatorskega koordinatnega sistema (galaktičnega sistema), druga koordinata je deklinacija (δ).
Ra je merjena v urah, minutah in sekundah. Ena ura je pri rektascenziji enakovredna loku 15° (24 ur je enako 360°), minuta pa 15 ločnim minutam (4 minute so enake eni stopinji, 60 minut (ena ura) pa 15°), ter ena sekunda 15 ločnim sekundam.